# Harpalus maxwelli
Harpalus maxwelli är en skalbaggsart som beskrevs av Thomas Casey. Harpalus maxwelli ingår i släktet Harpalus och familjen jordlöpare. Inga underarter finns listade i Catalogue of Life.